# Sinan Akdağ
Sinan Akdağ (* 5. listopadu 1989, Rosenheim, NSR) je německý lední hokejista, hráč klubu Adler Mannheim v německé DEL. Je historicky prvním hráčem tureckého původu, který nastoupil v německé seniorské hokejové reprezentaci, následně dostal přezdívku Eis-Özil podle německého fotbalisty a reprezentanta tureckého původu Mesuta Özila.
Hraje na pozici obránce.

## Klubová kariéra
V juniorských letech hrál za německý tým Starbulls Rosenheim. V sezóně 2007/08 debutoval v německé nejvyšší lize DEL v dresu klubu Krefeld Pinguine. Po sedmi letech (v roce 2014) se stal hráčem jiného německého klubu Adler Mannheim.

## Reprezentační kariéra
Nastupoval za německé mládežnické výběry.
Zúčastnil se Mistrovství světa juniorů 2009 v Kanadě, kde německá dvacítka sestoupila.
V německé seniorské reprezentaci v ledním hokeji debutoval v prosinci 2011 proti Rusku a stal se prvním hráčem tureckého původu, který nastoupil v německém národním hokejovém týmu.
Zúčastnil se MS 2012 ve Finsku a Švédsku, MS 2014 v Bělorusku a MS 2016 v Rusku.